# Karl Taylor Compton
Karl Taylor Compton (14 de septiembre de 1887 – 22 de junio de 1954) fue un prominente físico estadounidense, presidente del Instituto Tecnológico de Massachusetts (MIT) de 1930 a 1948.

## Los años tempranos (1897–1912)
Karl Taylor Compton nació en Wooster, Ohio, el mayor de tres hermanos (incluyendo a Arthur Compton y a Wilson Martindale Compton) y una hermana, Mary. Su padre, Elias Compton, era miembro de una antigua familia presbiteriana, y su madre, Otelia Augspurger Compton, tenía orígenes de Alsacia y de Hesse, y pertenecía a una familia menonita que había inmigrado recientemente a los Estados Unidos.
En su infancia y juventud desempeñó diversos trabajos a tiempo parcial para costear sus futuros estudios universitarios. 
Tras adelantar algunos cursos, en 1908, se graduó cum laude en la Universidad de Wooster (Columbus, Ohio), obteniendo su maestría en 1909 con una tesis sobre "Interruptores electrolíticos", publicada en la Physical Review. Posteriormente se incorporó al programa para licenciados de la Universidad de Princeton, trabajando con el prestigioso físico británico Owen Willans Richardson sobre la liberación de electrones por efecto de la luz ultravioleta, la teoría del electrón y el efecto fotoeléctrico. Richardson recibió el premio Nobel en 1928 por sus investigaciones a las que Compton contribuyó notablemente. En 1912 se doctoró cum laude en Princeton.

## Universidad Reed y la Primera Guerra Mundial (1913–1918)
En junio de 1913, Compton se casó con Rowena Raymond, trasladándose a la Universidad Reed en Portland, Oregón, donde trabajó como instructor en física. En 1915 regresó a Princeton como profesor asociado de física. También fue asesor de la General Electric. Contribuyó al esfuerzo de guerra en Princeton y con el Signal Corps (Servicio de Comunicaciones e Información del Ejército de los Estados Unidos). En diciembre de 1917, Compton fue destinado a la Embajada de EE. UU. en París como agregado científico.

## Universidad de Princeton (1918–1930)
Tras el Armisticio de 1918, una vez finalizada la Primera Guerra Mundial, Compton regresó a Princeton con su mujer y su hija de tres años, Mary Evelyn. En junio de 1919, fue nombrado profesor titular, trabajando en el Laboratorio Palmer, donde su facilidad para la docencia se hizo legendaria. Investigó en las áreas de la electrónica y de la espectroscopia, estudiando el efecto fotoeléctrico en los metales, la ionización, el movimiento de los electrones en los gases, la fluorescencia, la teoría del arco eléctrico, la absorción y emisión espectral del vapor de mercurio, y las colisiones de electrones y átomos. Desafortunadamente, Rowena murió en 1919. En 1921, Compton se casó con Margaret Hutchinson, con quien tuvo una hija, Jean, y un hijo, Charles Arthur. En 1927, fue nombrado Director de Investigación en el Laboratorio Palmer y profesor Cyrus Fogg Brackett, y en 1929 director del departamento. Firmó más de cien artículos durante su período en Princeton.
En 1923, fue elegido miembro de la American Philosophical Society y en 1924 miembro de la Academia Nacional de Ciencias, siendo presidente de la Sección de Física (1927–1930). Nombrado vicepresidente de la Sociedad Física Americana (APS) en 1925, en 1927 se convertiría en su presidente. También fue miembro de la Sociedad Óptica Estadounidense, de la Sociedad Química Americana, del Instituto Franklin y de otras sociedades profesionales de ingeniería.

## Instituto de Tecnología de Massachusetts (1930–1954)
En 1930, Compton aceptó una invitación para ser presidente del Instituto Tecnológico de Massachusetts (MIT), una escuela de ingeniería que redefiniría la relación entre ingeniería y ciencia. Ocupó su cargo coincidiendo con el principio de la Gran Depresión, a pesar de lo que fue capaz de fortalecer la investigación científica básica en el Instituto, convirtiéndose en portavoz de la ciencia y la tecnología.
Bajo su presidencia, la organización experimentó un cambio revolucionario, desarrollando una nueva aproximación a la educación en ciencia e ingeniería, con una amplia repercusión en la ciencia como un elemento básico del progreso industrial.
A comienzos de la década de 1930, Compton se reunió con los miembros de la APS para formar el Instituto Americano de Física (AIP), transformándolo en una federación de varias sociedades dedicadas al desarrollo de la física, expandiendo considerablemente su estudio durante aquella época.
En 1948, Compton dimitió de su cargo de Presidente del MIT y fue elegido presidente de la MIT Corporation, puesto en el que permaneció hasta su muerte el 22 de junio de 1954.

## Cooperación con el Ejército (1933–1949)
En 1933, el presidente de los EE. UU. Franklin D. Roosevelt propuso a Compton presidir un nuevo Consejo Consultivo Científico que operó durante dos años. Esto le puso al frente de los científicos que percibieron la necesidad de un consejo científico fiable en contacto con los niveles más altos del gobierno. El inicio de la Segunda Guerra Mundial motivó el inicio del National Defense Research Committee (Comité Nacional de Investigación de la Defensa) (NDRC), creado en 1940 bajo la dirección de Vannevar Bush. Compton formó parte del NDRC y era el responsable de la División D, encargada de reunir un grupo de académicos e ingenieros industriales y científicos que estudiaría principalmente el radar, los sistemas de control del fuego y la radiación térmica. En 1941, el NDRC fue asimilado a la Oficina de Desarrollo e Investigación Científica (OSRD), donde Compton presidió la Misión de Radar de los Estados Unidos al Reino Unido. En agosto de 1942, tuvo que resolver los problemas surgidos en la dirección técnica de la investigación en el desarrollo del caucho sintético, de vital importancia por la pérdida del suministro de caucho natural durante la guerra.
En 1945, Compton fue seleccionado como uno de los ocho miembros del Comité Interino nombrado para aconsejar al Presidente Harry S. Truman sobre el uso de la bomba atómica. Cuando Japón se rindió en 1945, la Segunda Guerra Mundial llegó a su fin y Compton dejó el OSRD. En 1946 presidió la Comisión Asesora del Presidente en Formación Militar. De 1946 a 1948 fue miembro del Comité Asesor de Investigación Naval. También presidió la Junta de Investigación y el Panel de Desarrollo de 1948 a 1949, cuando hubo de retirarse por motivos de salud.

## Reconocimientos
- Premio Rumford de la Academia Estadounidense de las Artes y las Ciencias en 1931
- Medalla Presidencial al Mérito en 1946 por propiciar la terminación de las hostilidades mediante la investigación en el radar y el programa de desarrollo que dirigió.
- Medalla de Bienestar Público de la Academia Nacional de Ciencias en 1947 por su papel en la aplicación de la ciencia al bienestar público.[3]
- Premio Washington de la Western Society of Engineers en 1947
- Comandante Honorario, División Civil, de la Excelente Orden del Imperio Británico en 1948
- Caballero Comandante de la Real Orden Noruega de San Olaf en 1948
- Medalla Lamme de la Sociedad Americana para Educación en Ingeniería en 1949
- Medalla Hoover conjuntamente del Instituto Americano de Ingenieros Eléctricos, la Sociedad Americana de Ingenieros Mecánicos, el Instituto Americano de Ingenieros Mineros y Metalúrgicos y la Sociedad Estadounidense de Ingenieros Civiles en 1950
- Premio William Procter para Logros Científicos de la Sociedad de Investigación Científica de América en 1950
- Oficial de la Legión de Honor Francesa en 1951
- Premio Memorial Priestley de la Universidad Dickinson en 1954 por sus contribuciones al "bienestar de la humanidad a través de la física"[4]

El cráter lunar Compton lleva este nombre en su honor y en el de su hermano Arthur Compton, quien también fue un científico influyente. Así mismo, recibió treinta y dos títulos honorarios.

## Publicaciones
- Karl Taylor Compton, A Study of the Whenelt Electrolytic Interrupter, Physical Review, Vol. 30, No. 2, pp. 161–179, American Institute of Physics, American Physical Society, Cornell University, 1910.